# Ariel (entreprise)
Pour les articles homonymes, voir Ariel.
Ariel est un constructeur de cycles britannique, qui produira des motocyclettes à partir de 1901. La compagnie est rachetée par BSA en 1944 et la marque disparaîtra en 1970.

## Historique

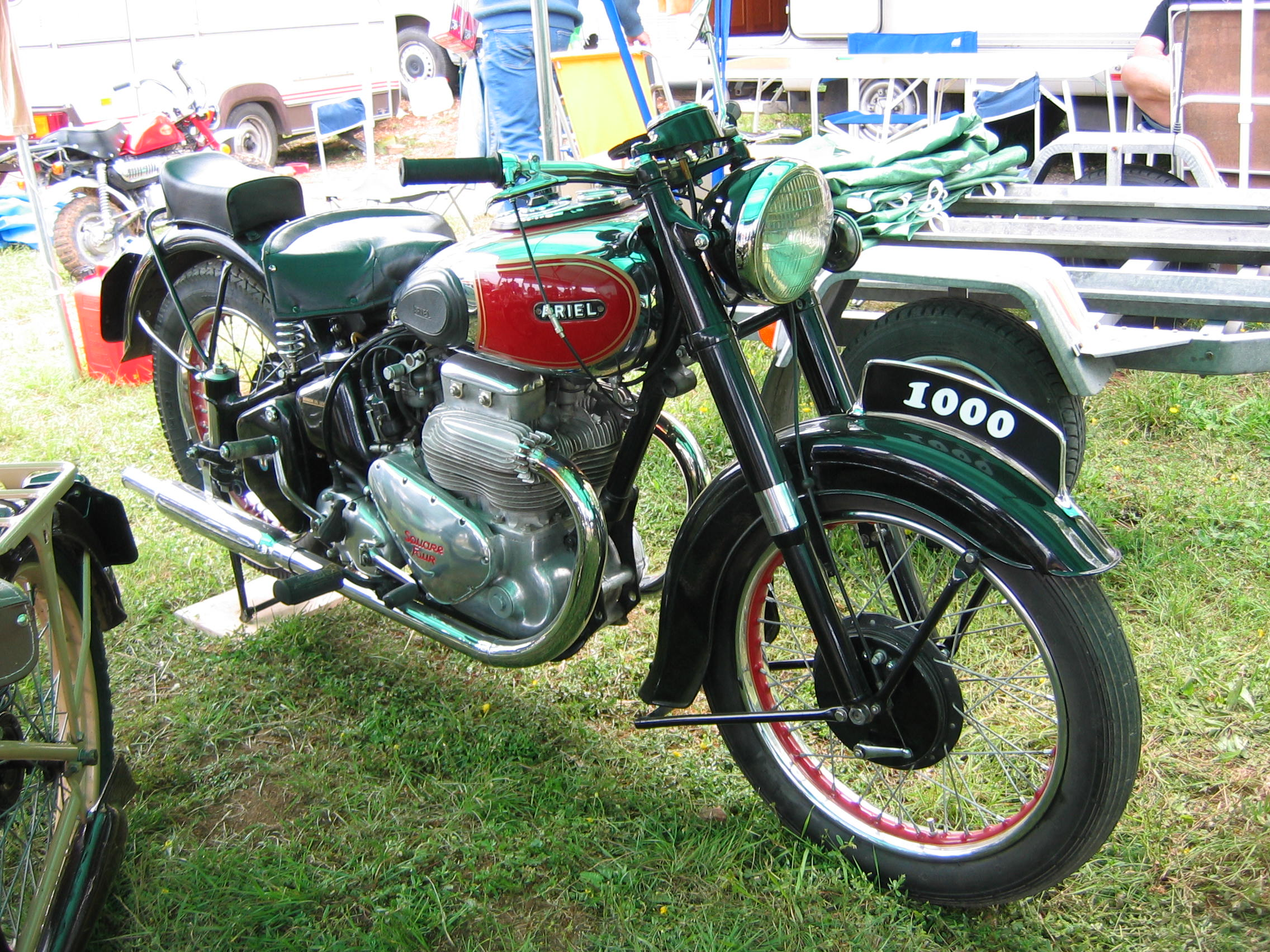
Ariel 1000

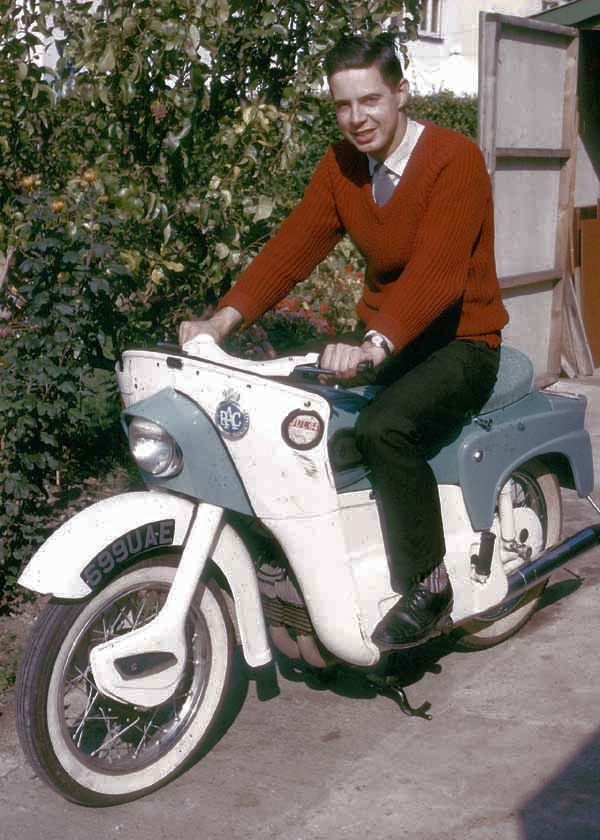
Ariel leader 250, 1963

### Les débuts (1870-1901)
En 1870, James Starley et son associé William Hillman fondent la société Ariel à Birmingham pour fabriquer et commercialiser des bicyclettes. Ils seront à la source de plusieurs innovations, une de celles-ci étant l'utilisation de la roue à rayon en acier. Ils mettent également au point le cadre tout en métal, qui était traditionnellement en bois. Ils commencent à vendre des cycles en 1871.
En 1872, Starley et Hillman se séparent et James Starley poursuit la production. En 1880, les Cycles Ariel entrent dans le capital de l'entreprise Rudge-Whitworth.
En 1885, Starley produit la Rover Safety Bicycle, une bicyclette aux deux roues de même diamètre avec un entraînement à chaîne à l'arrière, à la différence du Grand Bi et de ses roues de diamètres différents.
En 1897, la Cycle Components Manufacturing, dirigée par Charles Sangster, fait l'acquisition d'Ariel Cycle Company. En 1898, sort des usines la première Ariel motorisée, un tricycle à moteur De Dion de 2,25 ch, puis plus tard en 1901 la première moto équipée d'un moteur Minerva de 211 cm³.

### Développement et première faillite (1902-1932)
Ariel se mit à utiliser des moteurs achetés auprès d'autres constructeurs, tels que MAG ou JAP ou produits sous licence. En 1910, les moteurs étaient principalement basés sur le 482 cm3 White and Poppe à soupapes latérales. Par la suite, Ariel obtint la licence et le fabriqua jusqu'en 1926.
En 1925, Charles Sangster prend la direction. Il embauche de nouveaux spécialistes comme Victor Mole, Edward Turner et Val Page, qui travaillait chez JAP. Val Page commence par dessiner un moteur plus moderne et le résultat se fait déjà sentir à l'Olympia Show de Londres en 1926, où Ariel présente deux nouveaux modèles : 550 SV et 500 OHV. La puissance de ces machines est de 10,3 kW (14 ch), ce qui permet d'atteindre la vitesse maximum de 150 km/h. Mais il faudra attendre 1927 avant qu'un cadre valable pour ces moteurs ne soit enfin dessiné. Ce sera la série des Red Hunter, qui perdurera jusqu'en 1959.
En 1931, un autre ingénieur, Edward Turner, crée le 500 cm3 Square 4, un moteur à quatre cylindres en carré et soupapes latérales. La Square 4 voit sa cylindrée augmentée à 600 cm3 en 1932. Ce modèle est innovant par son architecture moteur, permettant une grande compacité. Le problème inhérent à cette construction étant que les cylindres arrière avaient tendance à chauffer. Ce modèle va devenir emblématique de la marque, mais en 1932 la compagnie fait faillite, des suites de la crise de 1929.

### Premier rachat (1932-1944)
Jack Sangster, le fils de Charles Sangster, rachète Ariel auprès des créanciers et la compagnie est renommée Ariel Motors (J.S.) Ltd. La production reprend avec les monocylindres verticaux et la 600 cm3 Square 4. Tous ces moteurs étant montés dans des cadres plus ou moins identiques.
À la fin des années 1930, la Square 4 reçoit un moteur culbuté de 600 cm3, puis de 1 000 cm3.
Au début des années 1950, le moteur en fonte de 1 000 cm3 de la Square 4 est remplacé par un modèle en aluminium, le MK1, qui sera lui-même remplacé en 1953 par une version à une sortie d'échappement par cylindre, la MK2.
En 1954, toutes les Ariel reçoivent une nouvelle suspension à bras oscillant, sauf la Square 4 qui gardera son cadre coulissant jusqu'à la fin de la production en 1959.

### Rachat par BSA (1944-1972)

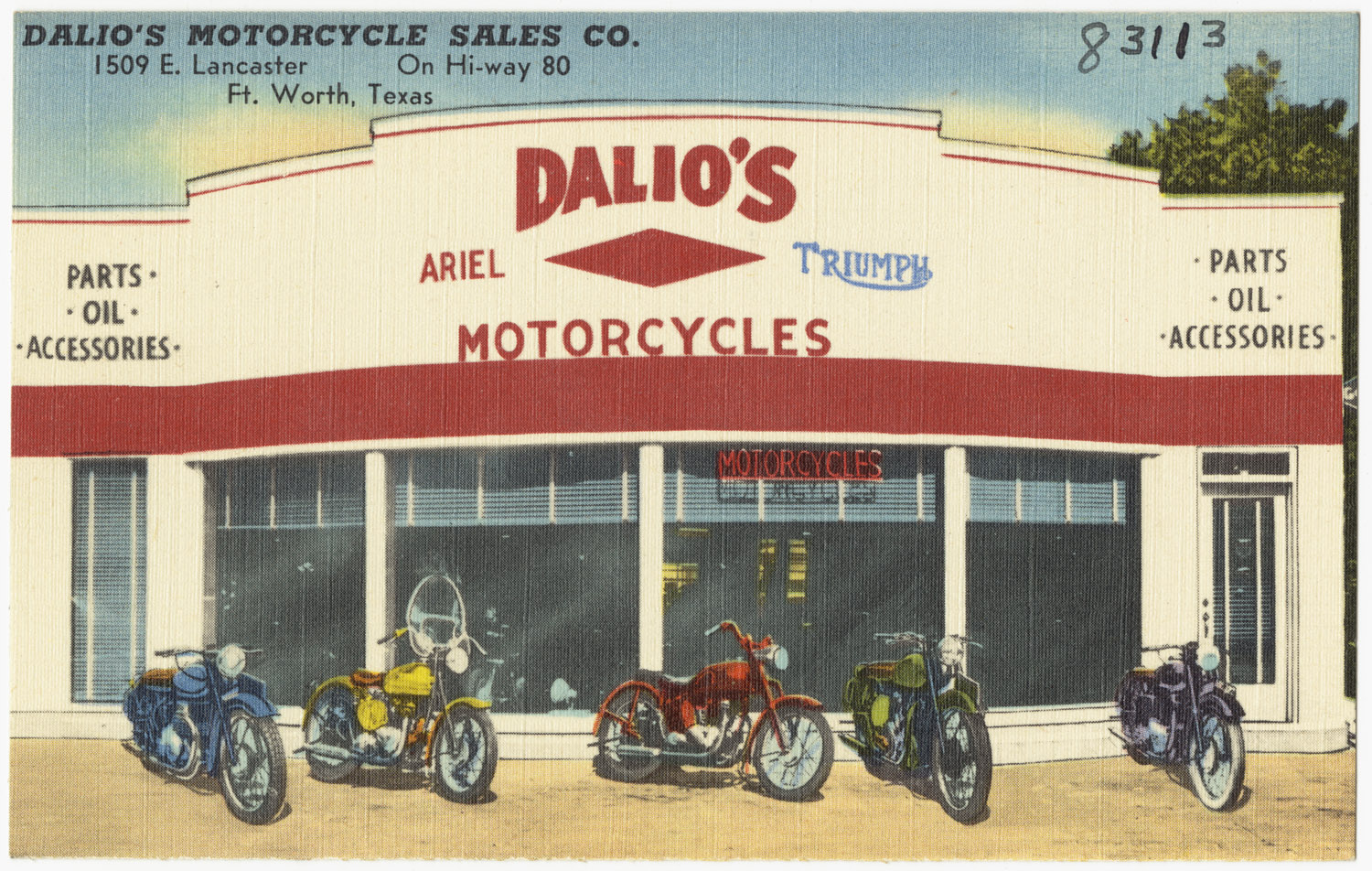
Concessionnaire de motos Ariel et Triumph, au Texas durant les 1930 ou 1940.

En 1944, Ariel est incorporée par BSA.
En 1954, la 650 Huntmaster, dont le moteur est basé sur celui de la BSA A10, fait son apparition. La même année voit la sortie de la 4-temps 200 Colt.
1958 voit la commercialisation du premier 2-temps Ariel, la 250 Leader dont le cadre est entièrement carrossé. En 1960, la Leader est secondée par une version plus dépouillée, la 250 Arrow.
Dans le domaine de la compétition, la marque rencontrera le succès en trial avec ses 350 et 500 cm3 HT et en moto-cross avec la 500 cm3 HS. Pour gagner du poids, les modèles HT utilisent un moteur tout aluminium et un cadre spécial allégé. Ces modèles remporteront des victoires avec des pilotes comme Sammy Miller ou Ron Langston et les champions de trial en side-car, Frank et Kay Wilkins.
En 1959, BSA prend la décision de concentrer sa production sur les motos populaires à moteur 2-temps, comme la Leader et l'Arrow.
En 1963, sort l'Ariel Pixie. Pour ce modèle, BSA préfère utiliser le moteur de la Beagle 50 cm3 dont la cylindrée avait été portée à 75 cm3, au lieu du moteur 4-temps culbuté prévu à l'origine. Cette machine, pressentie pour contrer la nouvelle Honda, n'aura pas le succès escompté.
Le dernier modèle à porter le nom Ariel sera l'Ariel 3 de 50 cm3 sortie en 1969, assez ironiquement un tricycle, comme le premier modèle à moteur de la marque, de 1898. Triumph fermera l'usine BSA en 1972.
Le nom Ariel sera repris en 1999 par Ariel Ltd, un constructeur de voitures de sport (Ariel Atom). Cependant Ariel Ltd n'a aucun lien avec les motos Ariel.